# Município de Adams (condado de Muskingum, Ohio)
Localização do Ohio nos E.U.A.
O município de Adams (em inglês: Adams Township) é um localização localizado no condado de Muskingum no estado estadounidense de Ohio. No ano 2010 tinha uma população de 548 habitantes e uma densidade populacional de 8,35 pessoas por km².

## Geografia
O município de Adams encontra-se localizado nas coordenadas 40° 07′ 37″ N, 81° 51′ 20″ O. Segundo o Departamento do Censo dos Estados Unidos, o município tem uma superfície total de 65.67 km², da qual 64,94 km² correspondem a terra firme e (1,11 %) 0,73 km² é água.

## Demografia
Segundo o censo de 2010, tinha 548 pessoas residindo no município de Adams. A densidade de população era de 8,35 hab./km².